# Ceglédbercel
Ceglédbercel là một thị trấn thuộc hạt Pest, Hungary. Thị trấn này có diện tích 28,15 km², dân số năm 2010 là 4446 người, mật độ 158 người/km².